# Танк, Курт
Курт Вальдемар Танк (нем. Kurt Waldemar Tank; 24 февраля 1898, Бромберг — 5 июня 1983, Мюнхен) — немецкий планерист, летчик-испытатель, авиаконструктор.

## Биография
Родился в Бромберг-Шведенхёэ, Западная Пруссия, (сегодня Быдгощ, Польша), в семье начальника строительства электроснабжения Вилли Танка.
С 1905 по 1914 год учился в гимназии в Накеле (сегодня Накло-над-Нотецью, Польша), которую оставил, поступив добровольцем на службу в армию.
Служил в пехоте во время Первой мировой войны на Восточном фронте с 1914 по 1919 год, был ранен. С 1918 года - лейтенант, командовал ротой в Свободном корпусе в Веймаре.
После окончания военной службы с мая по ноябрь 1919 года работал стажером в компании Orenstein & Koppel в Берлине.
С 1919 по 1924 год изучал электротехнику и машиностроение в Берлинской высшей технической школе в Шарлоттенбурге, по окончании которой получил диплом инженера.
Стал одним из соучредителей Академической авиационной группы Берлина и участвовал в строительстве планера Teufelchen в рамках предварительного дипломного экзамена.
С апреля 1924 по декабрь 1929 года состоял в должности начальника Отдела аэродинамики и летных испытаний компании Rohrbach Metallflugzeugbau GmbH в Берлине.
В 1925 году обучался управлению самолетом и получил лицензию на самостоятельные полеты в Берлине-Штаакене.
С 1929 по 1931 годы руководитель Проектного бюро и Отдела испытаний авиатехники госпредприятия «Баварское Самолётостроение» (Bayrische Flugzeugwerke) в Аугсбурге. Занимался проектированием и облетом новых самолетов в качестве летчика-испытателя.
В 1931 году перешел на фирму «Фокке-Вульф-Верке» (Fokke-Wulf GmbH) в Бремене, где являлся руководителем и главным конструктором с 1933 по апрель 1945 года.
В 1932 году стал членом НСДАП.
В 1936 получил степень доктора технических наук.
Действительный член Немецкой академии авиационных исследований с 1937 года.
Член Сената Лилиентальского общества авиационных исследований, основаного в 1936 году.
Председатель Немецкого авиационного научно-исследовательского института Германа Геринга в Брауншвейге.
С 1931 по апрель 1945 года К.Танком созданы спортивные машины — (Fw 44 «Stieglitz»), учебные самолёты, военная авиация: Fw 58 «Weihe» и Fw 190 — один из самых быстрых истребителей военных лет. Известнейшим и самым быстрым из довоенных гражданских самолётов дальнего следования был разработанный под руководством Танка Fw 200 «Condor».
В честь Танка получил своё название высотный перехватчик Та 152 (являвшийся модификацией Fw 190D).
В 1942-1945 годах под руководством К. Танка был разработан передовой проект турбореактивного истребителя Ta 183, послужившего образцом для всей послевоенной реактивной авиации подобного класса.
8 апреля 1945 года был арестован английской секретной службой в Штаб-квартире Фокке-Вульф-Верке в Бад-Айльзене и интернирован в замок Шаумбург.
Оккупационные власти запретили Курту Танку заниматься разработкой и постройкой авиационной техники. Танк основал архитектурно-строительное бюро и выполнял заказы по проектированию жилых домов.
После войны Танк пытался предложить свои услуги британцам, СССР и гоминьдановскому Китаю, но был отвергнут. Осенью 1947 года Танк эмигрировал в Аргентину. Работая в институте аэротехники в Кордове, руководил созданием истребителя «Пульки II», многоцелевого самолёта «Уанкеро», а также проекта авиалайнера «Кондор». После свержения президента Аргентины Перона уехал в Индию, став в фирме «Хиндустан Аэронотикс» генеральным конструктором первого боевого самолёта индийского производства, истребителя-бомбардировщика HF-24 «Марут». В 1969 году вернулся в Западную Германию, где работал консультантом фирмы «Мессершмитт-Бёльков-Блом».
Последние годы жил в Мюнхене, где и скончался 5 июня 1983 года.

### Награды
- Почетный крест 1-й и 2-й степени,  1914 год
- Почётный крест Шварцбурга (Княжества Шварцбург-Рудольштадт и Шварцбург-Зондерсгаузен)
- Почетный крест для фронтовиков (нем. Ehrenkreuz für Frontkämpfer)
- Медаль Лилиенталя, 1939 год
- Крест «За военные заслуги»     2-го класса с мечами, 1941 год
- Крест «За военные заслуги»     1-го класса